# Glenluce
Glenluce är en ort i Storbritannien.   Den ligger i kommunen Dumfries and Galloway och riksdelen Skottland, i den centrala delen av landet, 500 km nordväst om huvudstaden London. Glenluce ligger 23 meter över havet och antalet invånare är 618.
Terrängen runt Glenluce är platt. Havet är nära Glenluce åt sydväst. Runt Glenluce är det mycket glesbefolkat, med 6 invånare per kvadratkilometer. Närmaste större samhälle är Stranraer, 14,1 km väster om Glenluce. Trakten runt Glenluce består i huvudsak av gräsmarker.